# Cantone di Quito
Il cantone di Quito (detto anche distretto metropolitano di Quito) è un cantone dell'Ecuador che si trova nella provincia del Pichincha.
Il capoluogo del cantone è Quito.